# سمفونی ویرانی

«سمفونی ویرانی» (به انگلیسی: Symphony of Destruction) ترانه‌ای از گروه ترش متال آمریکایی مگادث است که در ۲۱ ژوئیه ۱۹۹۲ در قالب تک‌آهنگی برای آلبوم شمارش معکوس برای انقراض (۱۹۹۲) منتشر شد. متن آهنگ، سران سیاسی جهان را به رهبرهای ارکستری تشبیه می‌کند که «سمفونی ویرانی» اجرا می‌کنند و تودهٔ مردم حکم بازیچه‌هایی را دارند که صرفاً مجبورند به آهنگ آن‌ها گوش کنند و با آن برقصند. دیو ماستین در مصاحبه‌ای در سال ۱۹۹۲ دربارهٔ این ترانه گفته است:
«سمفونی ویرانی در مورد تودهٔ مردمی‌است که توسط رهبرشان به سمت تباهی هدایت می‌شوند، رهبری که خود کمابیش عروسک خیمه‌شب‌بازی یک دولت شبح [مخفی] است. تقریباً تمام رهبران ما، به‌خصوص آن‌هایی که از مغزشان گلوله‌ای رد نشده، یک عروسک خیمه‌شب بازی سیاسی‌اند.»
«سمفونی ویرانی» از آثار مورد علاقهٔ هواداران گروه و بخش جدانشدنی کنسرت‌های مگادث است. وبگاه آل میوزیک از «سمفونی ویرانی» به‌عنوان یکی از موفق‌ترین آهنگ‌های آلبوم شمارش معکوس برای انقراض یاد کرده است. تا به امروز گروه‌ها و هنرمندان مختلفی «سمفونی ویرانی» را بازخوانی کرده‌اند که از میان آن‌ها می‌توان نایت ویش، آرچ اِنِمی و اَل جورگنسن به همراه ترنت رزنر را نام برد.

## موزیک ویدئو
ویدئوی آهنگ، مردمی را که در حال حرکت در خیابان‌ها و اعتراض به یک رهبر تازه به قدرت رسیده هستند نمایش می‌دهد. سپس صحنه‌هایی را می‌بینیم که پلیس سواربراسب به جمعیت خشمگین حمله می‌کند. در لابلای این تصویرها نماهای کوتاه از شخصیت اصلی در موقعیت‌های مختلف و اعضای گروه در حال اجرا میکس شده است. در بخش پایانی صحنهٔ ترور آن رهبر با شلیک چند گلوله نمایش داده می‌شود و این دقیقاً جایی است که دیو ماستین می‌خواند: پیش از آنکه کله‌اش منفجر شود…

## گواهی‌نامه‌ها
| منطقه                                   | گواهی  | واحد گواهی‌شده/فروش |
| --------------------------------------- | ------ | ------------------ |
| نیوزیلند (آرآی‌ای‌ان‌زد)                   | طلا    | ۵٬۰۰۰              |
| ایالات متحده (آرآی‌ای‌ای)                 | پلاتین | ۱٬۰۰۰٬۰۰۰          |
| رقم فروش+پخش جاری تنها بر پایهٔ گواهی‌ها. |        |                    |